# Michael Reed (baseball)
Michael Benton Reed (né le 18 novembre 1992 à Cedar Park, Texas, États-Unis) est un voltigeur des Brewers de Milwaukee de la Ligue majeure de baseball.

## Carrière
Michael Reed joue quatre saisons pour son école secondaire de Leander (Texas) aux postes de lanceur et de voltigeur, mais c'est dans ce dernier rôle qu'il était destiné à jouer dans les rangs professionnels. Il est repêché par les Brewers de Milwaukee au 5e tour de sélection en 2011 et renonce à un engagement à l'université du Mississippi pour signer son premier contrat professionnel. 
Reed fait ses débuts dans le baseball majeur avec Milwaukee le 26 septembre 2015 face aux Cardinals de Saint-Louis. À son premier passage au bâton, il réussit comme frappeur suppléant son premier coup sûr, un double aux dépens du lanceur Jaime García.

## Vie personnelle
Le père de Michael Reed, Benton Reed, est un ancien joueur de football américain qui a évolué à l'université du Mississippi et joué 3 matchs pour les Patriots de la Nouvelle-Angleterre de la Ligue nationale de football (NFL) en 1987.